# Сухой ручей (Крым)
Сухой ручей (также балка Кой-Асан) — маловодная балка (ручей) на Ак-Монайском перешейке, длиной 14,3 км, с площадью водосборного бассейна 67,4 км². Относится в группе рек северо-восточного склона Крымских гор.
Начало балки находится на северных склонах Парпачского хребта, у села Ячменное, течёт почти на север, по руслу проложен главный коллектор № 29 (ГК-29) Северо-Крымского канала. У Кой-Асана 1 безымянный приток длиной менее 5 километров. Впадает в солончаковый залив Сиваша у села Львово (согласно справочнику «Поверхностные водные объекты Крыма» — теряется в степи северо-восточнее села Львово). В устье балки во второй половине XIX века был сооружён пруд, впервые обозначенный на верстовке Крыма 1890 года. Водоохранная зона ручья установлена в 100 м.